# Фрейндлих, Ирвин
Ирвин Фрейндлих (англ. Irwin Freundlich; 22 ноября 1908, Нью-Йорк — 13 марта 1977, Нью-Йорк) — американский музыкальный педагог.
Окончил Институт музыкального искусства как пианист, учился у Джеймса Фрискина и Эдуарда Штейермана; затем изучал музыковедение в Колумбийском университете у Пауля Генри Ланга и Эриха Херцмана. В 1934 году был единогласно избран президентом студенческого клуба Джульярдской школы.
С 1935 года и до смерти преподавал в Джульярдской школе на кафедре фортепиано; среди его учеников, в частности, Сэмюэл Сандерс, Джин и Кеннет Вентуорты, Дэвид Лейбовиц, Кристина Петровска, Алан Маркс, Ричард Филдс и др. Вместе со своим учителем Фрискином Фрейндлих написал известное учебное пособие по истории клавирной музыки за три с половиной столетия «Музыка для фортепиано» (англ. Music for the Piano: A Handbook of Concert and Teaching Material from 1580 to 1952; 1954), выдержавшее ряд переизданий.
Концертная карьера Фрейндлиха оказалась в тени его многолетней и успешной педагогической деятельности. Тем не менее, пользовались известностью его выступления вместе со своей женой Лилиан Фрейндлих (1912—1999) с исполнением произведений для фортепиано в четыре руки.